# Almendral
Almendral – gmina w Hiszpanii, w prowincji Badajoz, w Estramadurze, o powierzchni 67,5 km². W 2011 roku gmina liczyła 1286 mieszkańców.